# Galactosamina
La galactosamina es una hexosamina derivada de la galactosa, cuya fórmula es C6H13NO5. Este amino azúcar es un constituyente de ciertas glicoproteínas que actúan como hormonas en el organismo, entre las que cabe destacar la hormona foliculoestimulante (FSH) y la hormona luteinizante (LH). Estas hormonas también presentan otros azúcares tales como la glucosamina, la galactosa y la glucosa.
La galactosamina también puede actuar como agente hepatotóxico (con capacidad de dañar el hígado), por lo que es utilizado en modelos animales para estudiar diversas patologías relacionadas con la insuficiencia hepática.